# تحدي دلو الثلج

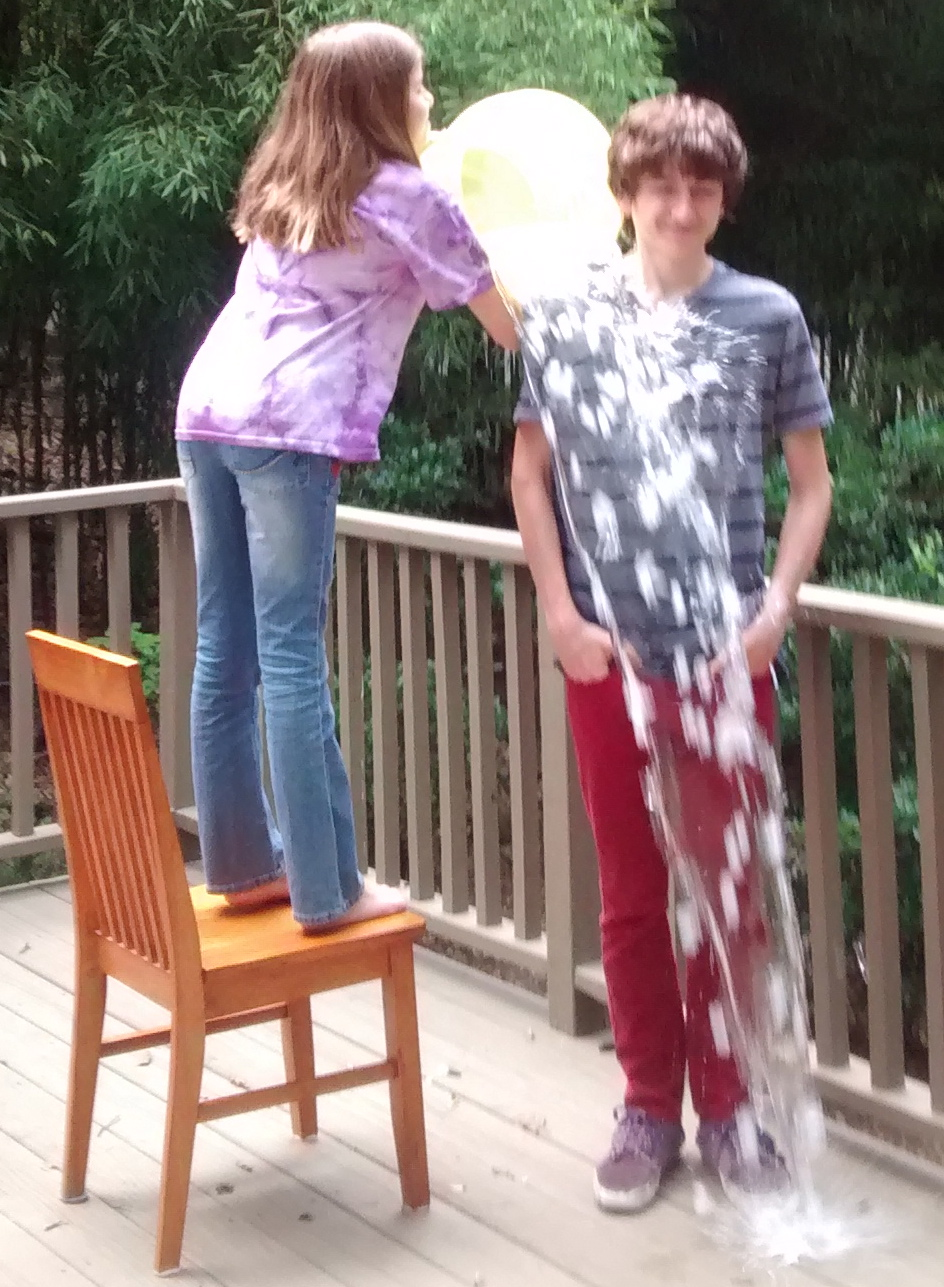
تحدي وعاء الماء المثلج

تحدي دلو الثلج (بالإنجليزية: Ice Bucket Challenge)‏ يتمثل التحدي في أن يقوم المتحدي بسكب وعاء من الماء المثلج فوق رأسه أو يتبرع بـ 100 دولار لصالح حملة تهدف إلى نشر الوعي حول مرض التصلب العضلي الجانبي وجمع التبرعات لمكافحته.
وتهدف المبادرة إلى جمع أموال والتوعية حول مرض التصلب العضلي الجانبي، الذي يصيب الجهاز العصبي بالضمور، ويسبب نسبة وفيات عالية بين مصابيه، وانضمت العديد من الشخصيات العامة للتحدي،

## القواعد
ويعتمد التحدي على أن كل شخص يقع عليه الاختيار، يجب أن ينفذ التحدي، أو يدفع مائة دولار لمؤسسة علاج التصلب العضلي الجانبي، ويقوم باختيار شخصيات عامة أخرى للقيام بالفعل نفسه، وهو التحدي الذي نال استحسان الكثيرين حول العالم، إذ يقومون بالتبرع وتنفيذ التحدي في الوقت ذاته.

## مشاهير المشاركين

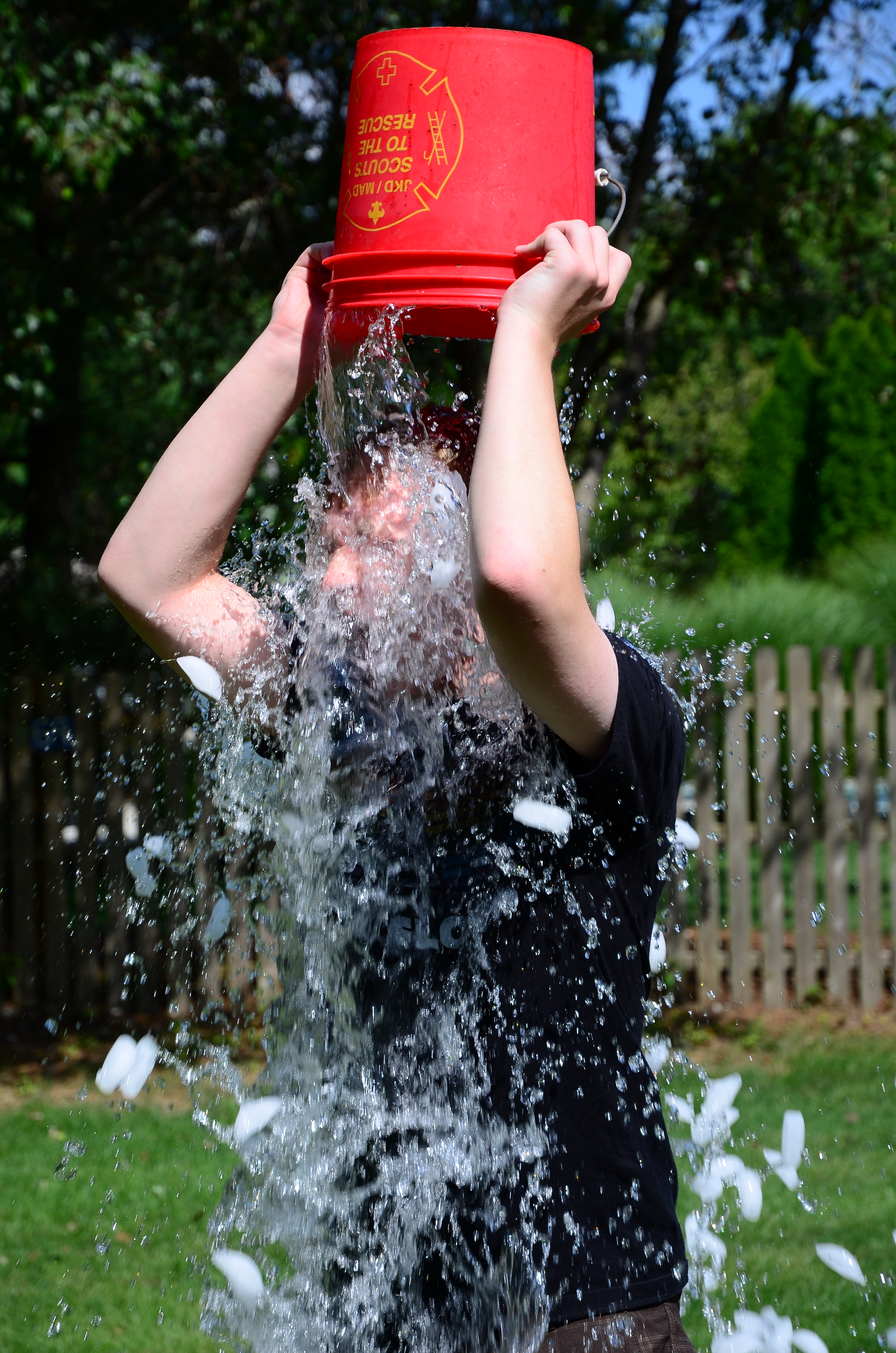

شارك بهذا التحدي العديد من المشاهير، منهم:
- هان جيسون
- بانق تشان
- كيم سونقمين
- روجر فيدرير[4]
- ستيف هارفي[5]
- جاي جاي أبرامز[6]
- جوش غروبان[7][8]
- بوبي جندال[9]
- راتشيل مادو[10]
- دون جونسون[11]
- دوين جونسون[12]
- ليبرون جيمز[13]
- كوبي براينت[14]
- جستن بيبر[15]
- كريس براون [16]
- مارثا ستيوارت[17]
- ليل وين[18]
- دارين فليتشير[19]
- كريس كريستي[20]
- جيمي فالون[21]
- روب ريجل [21]
- كونان أوبراين[22]
- جستين تيمبرلك[23]
- جون بون جوفي[24]
- أيروسميث[25]
- مارك زوكربيرغ[26]
- ساتيا نادالا[27]
- ستيف بالمر[28]
- لاري بايج[29]
- سيرجي برين[29]
- نيوإنجلاند بيتريوتس[30]
- سابين ليزيكي
- تيم كوك[31]
- بيل غيتس[32]
- جيف بيزوس[33]
- هيلاري داف[34]
- تايلور سويفت[35]
- تربل إتش[36]
- سيدني كروسبي[37]
- ديفيد بوريناز[38]
- لوك بريان[39]
- فينس مكمان[40]
- ناثان فيليون[41]
- إيلون ماسك[42]
- ماركوس بيرسون[43]
- كريس برات[44]
- غاري نيفيل[45]
- كيري واشنطن[46]
- بول سكولز[47]
- كيري أندروود[48]
- ريس ويذرسبون[49]
- ويرد أل يانكوفيك [50]
- جون بارومان [51]
- ليندسي ستيرلينغ [52]
- فيل بروكس[53]
- روبرت داوني جونير[54]
- أوبرا وينفري[55]
- ستيفن سبيلبرغ[56]
- ذا بيلا توينز[57]
- كريستيانو رونالدو[58]
- ستيفن أميل[59]
- سيلينا غوميس[60]
- ليلى كولينز[61]
- كايت مارا[62]
- لوداكريس[63]
- ذا ميز[64]
- أنسيل إلغورت[65]
- ماثيو بومر[66]
- ميكي رورك[67]
- ديمي لوفاتو[68]
- غوين ستيفاني[69]
- نيكول ريتشي
- جيسيكا ألبا
- توري سبيلينغ[70]
- ليندسي ستيرلينغ[71]
- جيسون مراز[72]
- ريكي جيرفيه[73]
- جاك بلاك[74]
- دافيد ألابا[75]
- جورج تاكي[76]
- تايلر بوسي[77]
- جينيفر لوبيز[78]
- راسل كرو[79]
- توفر غريس[80]
- شانين دوهيرتي[81]
- هولي ماري كومز
- أشتون كوتشر
- إيفا لانغوريا[82]
- جينا بوش[83]
- نينا دوبراف [84]
- ماريا مينونوس[بحاجة لمصدر]
- ميليسا جوان هارت[بحاجة لمصدر]
- لو فيريغنو
- تيكو توريز [85]
- ويليام شاتنر[86]
- جيم بارسنز[87]
- كالي كوكو
- جيمي جونسون
- شاكيرا[88]
- جيرارد بيكي
- ليدي غاغا[89]
- بريتني سبيرز[90]
- نايل هوران[91]
- هيفاء وهبي[92]
- ليونيل ميسي
- لي توك
- هيتشول
- هان كيونغ
- إن هيوك
- لي دونغهاي
- تشوي شي وون
- ريووك
- نيمار
- إدين هازارد
- سيسك فابريغاس
- تياغو سيلفا
- مارسيلو
- إمينم
- ريانا
- ايم سي وان
- آي يو
- لي دو-هيون
- جو مين-سي